# Festuca sclerophylla
Festuca sclerophylla är en gräsart som beskrevs av Pierre Edmond Boissier och Gottlieb Wilhelm T.G. Bischoff. Festuca sclerophylla ingår i släktet svinglar, och familjen gräs. Inga underarter finns listade i Catalogue of Life.